# Seth Cohen
Seth Ezekiel Cohen (1988), gespeeld door acteur Adam Brody, is een personage uit de televisieserie The O.C..

## Introductie
Seth is de zoon van Sandy en Kirsten Cohen en is overigens de kleinzoon van Caleb Nichol.
Seth staat erom bekend dat hij van strips houdt en erg sarcastisch is. Ook is hij de nerd van de serie. Verder houdt hij van sciencefiction, animé en videospelletjes.

## Vriendinnen

### Summer Roberts
Seth is verliefd op de populaire Summer Roberts sinds dat hij haar voor het eerst zag. Zij zag hem echter nooit staan. Ze ging voor het eerst met hem uit in het eerste seizoen, met de intentie via hem oudere jongens te ontmoeten. Na een tijd raakte Seth geïrriteerd met het idee dat Summer hem gebruikte en zei tegen haar dat hij haar leuk vond. Hij kwam op met veel herinneringen uit het verleden, waardoor Summer hem zoende.
Summer begon hierna te ontkennen dat dit ooit gebeurde. Toch gingen ze, samen met Marissa Cooper en Ryan Atwood, naar Tijuana. Seth trooste Summer toen Marissa een overdosis nam. Ze leken een band te krijgen.
Op school bleef Summer alles ontkennen. Ondertussen ging Seth steeds meer om met Anna Stern, een meisje met wie hij veel interesses deelde. Na een tijd begon hij uit te gaan met zowel Anna als Summer. Toen hij een keuze tussen de twee moest maken, koos hij voor geen van beiden. Toch begon hij vlak daarna uit te gaan met Anna.
Summer vond dit niet leuk en probeerde Seth constant jaloers te maken door met andere jongens te zoenen. Uiteindelijk maakte Anna het uit met Seth. Ze zei dat hij niet met het meisje was met wie hij wilde zijn.
Seth en Summer verloren gauw hierna hun maagdelijkheid aan elkaar, maar werden daarna pas een koppel. Ze was echter nog steeds bang op school voor reacties van andere mensen. Na een tijd werd Seth dit zat en verklaarde, tijdens school, op een tafel in de gang, zijn liefde voor haar. Summer klom nu, ook niet bang voor de mening van anderen, op de tafel en ze zoenden elkaar.
Toen Ryan, zijn enige vriend, aan het einde van het eerste seizoen aankondigde dat hij terug ging verhuizen naar Chino, kon Seth dit niet aan en ging in de vakantie wegzeilen, zonder Summer op de hoogte te brengen.
Eenmaal terug op school, tijdens het tweede seizoen, was Summer's hart gebroken door hem en kreeg nu een relatie met vakantieliefde Zach Stevens. Seth kon dit eerst niet accepteren, maar toen hij dit wel deed, kreeg hij een relatie met de wilde Alex Kelly. Toch was er nog veel chemistry tussen Summer en Seth.
Toen Seth zijn eigen strip maakte, kreeg hij de kans deze uit te brengen. Hij werkte nu samen met Zach en Summer aan de strip. Er kwam veel spanning, maar uiteindelijk verliet Summer Zach voor Seth.
Ze meldden zich, in het derde seizoen, beiden aan voor Brown-universiteit, maar alleen Summer kwam binnen. Seth wist dat Summer deze kans zou opgeven als hij niet zou gaan en zei daarom dat hij ook toegelaten was. Uiteindelijk maakte hij het uit, zodat Summer deze droom niet zou opgeven en hij liet haar met een gebroken hart achter.
Al snel ontdekte Seth dat hij een fout maakte en probeerde Summer op Brown terug te winnen. Hier kwam hij opnieuw Anna tegen. Zij hielp hem toegelaten te worden aan RISD, een universiteit vlak bij Brown.
Seth en Summer krijgen opnieuw een relatie, maar alles wordt ingewikkeld in het vierde seizoen, als Marissa overlijdt en Summer naar Brown gaat zonder haar dood te verwerken.
Summer is sinds Marissa's dood compleet veranderd en probeert Seth te ontwijken, die nog in Newport is, zodat ze haar herinneringen uit Newport niet hoeft te verwerken. Het is Taylor Townsend die haar helpt.
Toen Summer rond het nieuwjaar van 2007 zwanger bleek te zien, deed Seth een aanzoek. Summer's zwangerschap bleek vals alarm te zijn, ze blijven echter verloofd. In de laatste aflevering van de serie trouwen Seth en Summer.

### Anna Stern
Anna is Seth's eerste vriendin die hij leerde kennen via school. Terwijl Seth nog steeds op Summer verliefd was, ging hij, in het eerste seizoen, een relatie met haar aan door veel dingen die ze met elkaar gemeen hadden, waaronder Death Cab for Cutie en zeilen. Toen Anna ontdekte dat Seth op Summer verliefd was, maakte ze de keuze alleen vrienden te blijven.
Anna kwam in het derde seizoen terug. Ze kwam Summer en Seth, die toen ruzie hadden, tegen op Brown, waar zij ook naartoe ging. Ze probeerde, via Seth, de relatie tussen de twee beter te maken, maar door Seth's vriendschap met Anna, maakte ze het alleen erger.

### Alex Kelly
Alex werkte in een club waar Seth regelmatig naartoe ging. Hij kreeg hier een baan en raakte geïnteresseerd in Alex. Alex had echter een stoere imago, waardoor Seth in eerste instantie het idee kreeg dat hij geen enkele kans maakte. Toch viel Alex voor Seth. Hun relatie duurde kort en Seth maakte het al gauw uit.